# راندولف روبرتس
راندولف روبرتس (بالإنجليزية: Randolph Roberts)‏ هو ممثل أمريكي، ولد في 15 أكتوبر 1946 في الولايات المتحدة.

## وصلات خارجية
- راندولف روبرتس على موقع IMDb (الإنجليزية)